# Cédric Kanté
Cédric Kanté (født 6. juli 1979) er en malisisk fodboldspiller der senest spillede for det franske Ligue 2-hold AC Ajaccio. Han spiller også for det malisiske landshold.